# Listă de filme de groază
Lista filmelor de groază a fost împărțită pe decenii:
- Listă de filme de groază din anii 1890
- Listă de filme de groază din anii 1900
- Listă de filme de groază din anii 1910
- Listă de filme de groază din anii 1920
- Listă de filme de groază din anii 1930
- Listă de filme de groază din anii 1940
- Listă de filme de groază din anii 1950
- Listă de filme de groază din anii 1960
- Listă de filme de groază din anii 1970
- Listă de filme de groază din anii 1980
- Listă de filme de groază din anii 1990
- Listă de filme de groază din anii 2000
- Listă de filme de groază din anii 2010
- Listă de filme de groază din anii 2020